# Галовац (општина)
Галовац је насељено мјесто и општина у Задарској жупанији, Република Хрватска.

## Географија
Галовац је смјештен у близини Задра. У близини је аеродрома „Земуник“ и оближњег мјеста Сукошан.

## Историја
До територијалне реорганизације у Хрватској налазило се у саставу бивше велике општине Задар.

## Становништво
На попису становништва 2011. године, општина, односно насељено мјесто Галовац је имала 1.234 становника.

## Попис 1991.
На попису становништва 1991. године, насељено мјесто Галовац је имало 1.426 становника, следећег националног састава:
| Попис 1991.‍   | Попис 1991.‍  | Попис 1991.‍ | Попис 1991.‍ | Попис 1991.‍ |
| ------------- | ------------ | ----------- | ----------- | ----------- |
|               |              |             |             |             |
| Хрвати        | Хрвати       |             | 1.396       | 97,89%      |
| Срби          | Срби         |             | 2           | 0,14%       |
| Италијани     | Италијани    |             | 1           | 0,07%       |
| Македонци     | Македонци    |             | 1           | 0,07%       |
| Немци         | Немци        |             | 1           | 0,07%       |
| остали        | остали       |             | 2           | 0,14%       |
| неопредељени  | неопредељени |             | 1           | 0,07%       |
| непознато     | непознато    |             | 22          | 1,54%       |
| укупно: 1.426 |              |             |             |             |

## Образовање
У мјесту Галовац налази се ОШ „Галовац“. Школа је позната по једном од најуређенијих дворишта у Хрватској, првенствено захваљујући ученицима и учитељима који је одржавају.

## Спорт
- ФК Галовац